# 中富控股
中富控股有限公司，簡稱中富控股（英語：China Rich Holdings Limited，港交所除牌時1191.HK），在1998年7月31日，從永輝國際有限公司更名而來，由葉光（葉長青）與謝潔賢合資成立，曾是由葉光管理。
當時業務經營在中國內地高爾夫球場、地產、醫療護理、科技等業務。但由於長期效益欠佳，加上由於醫療護理在2007年9月起屆滿，不再續約，已成為終止業務，在2007年7月起收購粵首實業所有股權已完成，直至2007年7月18日，由粵首環保控股有限公司取代上市。

## 連結
- Yueshou.hk